# Dân Tiến, Thái Nguyên
Dân Tiến là một xã nằm ở phía đông của tỉnh Thái Nguyên, Việt Nam.

## Địa lý
Xã Dân Tiến có vị trí địa lý:
- Phía đông giáp tỉnh Lạng Sơn
- Phía tây giáp xã Võ Nhai và xã Tràng Xá
- Phía nam giáp tỉnh Bắc Ninh
- Phía bắc giáp tỉnh Lạng Sơn.

Xã Dân Tiến có diện tích 144,28 km², dân số năm 2025 là 7.718 người.
Xã có dòng sông Rong (sông Rang), một phụ lưu của sông Thương chảy trên địa bàn. Trên địa bàn xã có tuyến đường tỉnh 265 chạy qua nối từ xã Võ Nhai sang tỉnh Lạng Sơn.

## Lịch sử
Trong đợt khảo cổ vào tháng 3 năm 2011, đoàn khảo cổ học của Bảo tàng Thái Nguyên và Viện Khảo cổ học Việt Nam phát hiện nhiều hang động có dấu tích người Việt cổ sinh sống, và phát hiện hơn 300 di vật đá cùng rất nhiều vỏ ốc bị chặt đuôi, xương, răng động vật và các loại như công cụ chặt thô, nạo, dao, cuốc... ở hang Ốc, xóm Phố, xã Bình Long. Đây là dấu tích của người tiền sử có niên đại cách đây từ 7.000 đến 8.000 năm.
Tháng 6 năm 2025, xã Dân Tiến được thành lập trên cơ sở nhập toàn bộ diện tích tự nhiên, quy mô dân số của xã Dân Tiến (diện tích tự nhiên là 55,46 km²; dân số là 7.702 người); xã Bình Long (diện tích tự nhiên là 29,00 km²; dân số là 6.635 người) và xã Phương Giao (diện tích tự nhiên là 59,82 km²; dân số là 5.053 người) của huyện Võ Nhai. Trụ sở làm việc của xã nằm tại xã Dân Tiến cũ.

## Hành chính
Đến năm 2009, xã Dân Tiến được chia thành 12 xóm: Đồng Rã, Tân Tiến, Bắc Phong, Đồng Chuối, Đoàn Kết, Ba Phiêng, Đồng Vòi, Làng Chẽ, Đồng Quán, Phương Bá, Thịnh Khánh, Làng Mười.
Đến năm 2009, xã Bình Long được chia thành 20 xóm: Chợ, Cây Trôi, Phố, Ót Giải, Bậu, Trại Rẽo, An Long, Đại Long, Đông Tiến, Long Thành, Chùa, Đồng Bứa, Chịp, Vẽn, Nà Sọc, Chiến Thắng, Quảng Phúc, Đồng Bản, Đèo Ngà, Bình An. Năm 2019, sáp nhập xóm Cây Trôi vào xóm Chợ. Năm 2021, sáp nhập hai xóm Đông Tiến và Chiến Thắng thành xóm Đông Thắng, sáp nhập hai xóm Bình An và Trại Rẽo thành xóm Liên Bình, sáp nhập hai xóm Ót Giải và Bậu thành xóm Bình Tiến, sáp nhập hai xóm Chùa và Đồng Bứa thành xóm Chùa Bứa, sáp nhập hai xóm Chịp và Quảng Phúc thành xóm Quảng Phúc.
Đến năm 2009, xã Phương Giao được chia thành 14 xóm: Đồng Giong, Giữa, Kẽn, Là Canh, Là Khoan, Là Mè, Làng Bản, Làng Cao, Làng Cũ, Làng Hang, Làng Mìn, Na Bả, Phương Đông, Xuất Tác. Năm 2018, sáp nhập xóm Kẽn vào xóm Giữa. Năm 2019, đổi tên xóm Đồng Giong thành xóm Đồng Dong, đổi tên xóm Là Canh thành xóm Nà Canh, đổi tên xóm Làng Mìn thành xóm Mìn, đổi tên xóm Làng Bản thành xóm Bản, đổi tên xóm Làng Cao thành xóm Cao, đổi tên xóm Làng Cũ thành xóm Phủ Trì.